# ATC code C08
ATC code C08 مسدودکننده کانال کلسیم زیرگروهی درمانی از سیستم طبقه‌بندی شیمیایی درمانی آناتومیک است. این سیستمِ متشکل از کدهای حرفی‌عددی را سازمان جهانی بهداشت برای طبقه‌بندی داروها و سایر تولیدات پزشکی ایجاد کرده است. زیرگروه C08 جزوی از گروه آناتومیک C سیستم قلب‌و‌عروق است.

کدهای مورد استفاده در دامپزشکی (کدهای ATCvet) را می‌توان با گذاشتن حرف Q جلو کدهای انسانی ATC ایجاد کرد: مثلاً QC08. 
ممکن است نسخه‌های ملی از طبقه‌بندی ATC حاوی کدهای اضافه‌ای باشند که در این فهرست (نسخهٔ سازمان جهانی بهداشت) نیامده باشند.

## C08C Selectiveمسدودکننده کانال کلسیمs with mainlyvasculareffects

### C08CAدی‌هیدروپیریدینderivatives
C08CA01 آملودیپین
C08CA02 Felodipine
C08CA03 Isradipine
C08CA04 Nicardipine
C08CA05 نیفیدیپین
C08CA06 نیمودیپین
C08CA07 Nisoldipine
C08CA08 Nitrendipine
C08CA09 Lacidipine
C08CA10 Nilvadipine
C08CA11 Manidipine
C08CA12 مپیرودیپین
C08CA13 Lercanidipine
C08CA14 Cilnidipine
C08CA15 Benidipine
C08CA16 Clevidipine
C08CA55 Nifedipine, combinations

### C08CX Other selective calcium channel blockers with mainly vascular effects
C08CX01 Mibefradil

## C08D Selective calcium channel blockers with direct cardiac effects

### C08DAPhenylalkylaminederivatives
C08DA01 وراپامیل
C08DA02 Gallopamil
C08DA51 Verapamil, combinations

### C08DBBenzothiazepinederivatives
C08DB01 دیلتیازم

## C08E Non-selective calcium channel blockers

### C08EA Phenylalkylamine derivatives
C08EA01 Fendiline
C08EA02 Bepridil

### C08EX Other non-selective calcium channel blockers
C08EX01 Lidoflazine
C08EX02 Perhexiline

## C08G Calcium channel blockers and diuretics

### C08GA Calcium channel blockers and diuretics
C08GA01 Nifedipine and diuretics
C08GA02 Amlodipine and diuretics